# Roseline Bacou
Pour les articles homonymes, voir Bacou.
Roseline Bacou est une historienne d'art, spécialiste d'Odilon Redon, inspectrice générale des musées nationaux chargée du département des arts graphiques du musée du Louvre, conservatrice de l'Abbaye Saint-André, née le 21 mai 1923 au Pradet et morte le 8 février 2013 à Villeneuve-lès-Avignon.

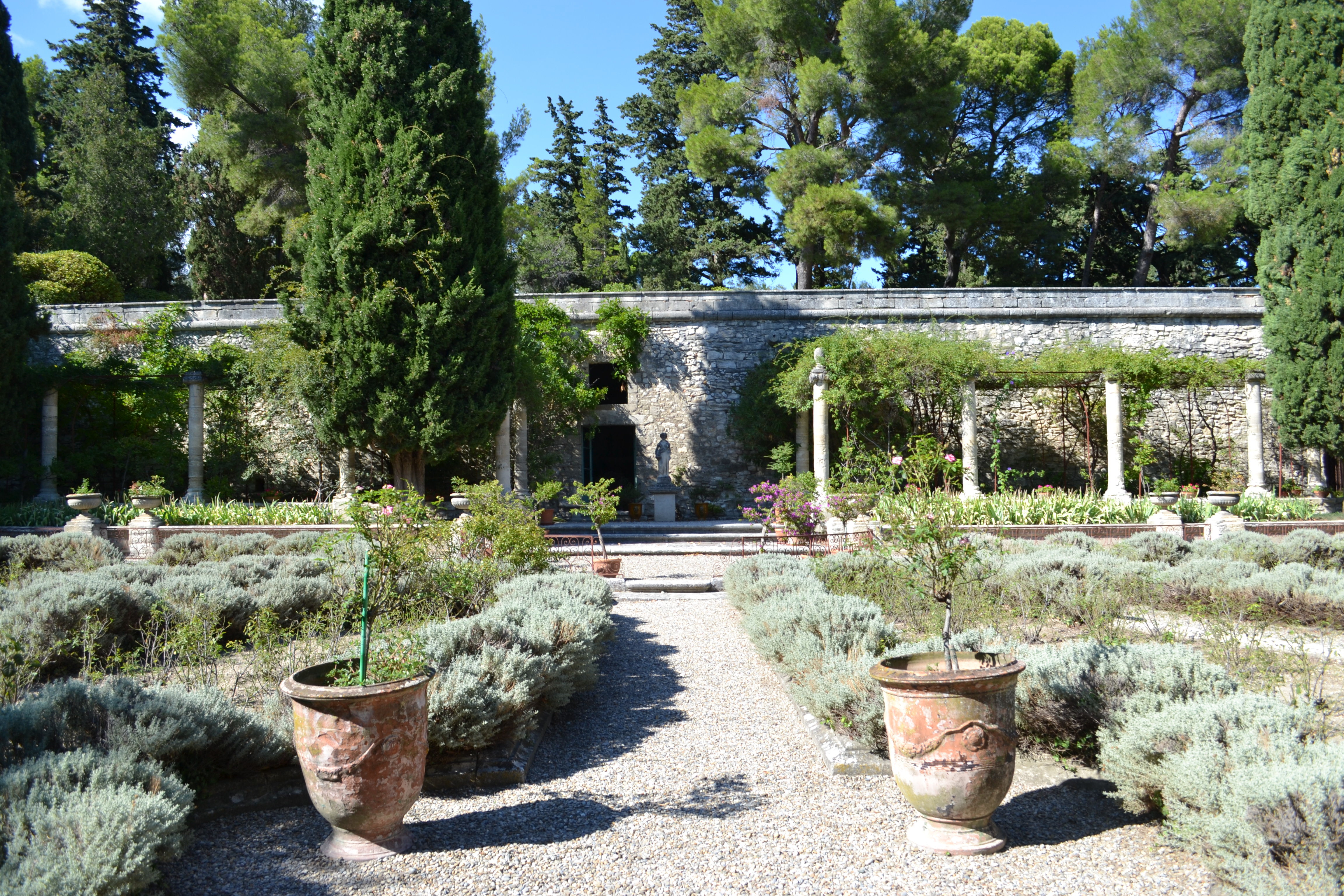
Les jardins de l'Abbaye Saint-André de Villeneuve-lès-Avignon.

## Biographie
Fille de Simone et Paul Bacou et petite-fille de Gustave Fayet, Roseline Bacou naît en 1923. Elle étudie l'histoire de l'art à l'université de Montpellier dont elle sort diplômée. Elle entre en 1949 au cabinet des dessins du Louvre et prend en 1984 la tête du département des arts graphiques où elle termine sa carrière en 1988 en ayant contribué à son organisation et à d'importantes acquisitions comme celle du groupe de femmes d'Antonello de Messine. Elle est commissaire de nombreuses expositions consacrées au dessin français, italien ou flamand. Spécialiste d'Odilon Redon elle publie des ouvrages sur son œuvre, organise en 1956 la première rétrospective consacrée à l'artiste et s'occupe de la donation d'Arï et Suzanne Redon. À la mort d'Elsa Koeberlé en 1950, elle poursuit l'œuvre entreprise par la poétesse et son amie Génia Lioubow de restauration de l'abbaye Saint-André de Villeneuve-lès-Avignon acquise par son grand-père en 1916 et où elle meurt le 8 février 2013.

## Publications
- (avec Michel Florisoone et Jacqueline Bouchot-Saupique): Chefs-d'œuvre vénitiens de Paolo Veneziano à Tintoret, Paris, Musée de l'Orangerie, 1954
- Odilon Redon, Genève, P. Cailler, 1956. 2 vol., prix Hercule-Catenacci de l’Académie française en 1957]
- (avec Arï Redon): Lettres de Gauguin, Gide, Huysmans, Jammes, Mallarmé, Verhaeren... à Odilon Redon, Paris, Corti, 1960
- (avec Arlette Calvet et Françoise Coulanger-Rosenberg): Le XVIe siècle européen : dessins du Louvre, Partis, Ministère des affaires culturelles, 1965 [catalogue]
- Piranèse : gravures et dessins, Paris, Chêne, 1974 [aussi traduit en néerlandais (1974), en anglais (1975), en allemand (1975)]
- Cartons d'artistes du XVe   au   XIXe siècle : LVe exposition du Cabinet des dessins, Musée du Louvre 25 janvier-27 mai 1974, Paris, Éd. des Musées nationaux, 1974
- Millet : dessins, Fribourg, Office du Livre, 1975
- (avec Sylvie Béguin et A. Méo): Autour de Raphael : dessins et peintures du Musée du Louvre, Paris Réunion des musées nationaux, 1984 [catalogue]